# Alchemilla heptaphylla
Alchemilla heptaphylla é uma espécie de rosácea do gênero Alchemilla, pertencente à família Rosaceae.